# Riidaja
Koordinaten: 58° 6′ N, 25° 54′ O
Riidaja (deutsch Morsel-Podrigel) ist ein Dorf (estnisch küla) in der estnischen Landgemeinde Tõrva (bis 2017 Põdrala) im Kreis Valga. Es liegt 35 Kilometer südöstlich von Viljandi.

## Lage und Geschichte
Riidaja ist der Hauptort der Landgemeinde Põdrala (Põdrala vald). Das Dorf hat 235 Einwohner (Stand 1. Januar 2011).
1833 gründete der deutschbaltische Adlige Georg Constantin von Stryk (1797–1886) die Schule des Dorfes. 1967 entstand das heutige Schulgebäude in Form eines Zweckbaus.
Berühmtester Sohn des Ortes ist der estnische Ethnograf Ferdinand Linnus (1895–1942). Er wurde auf dem Bauernhof Kalme geboren, der zu Riidaja gehört.

## Gut Riidaja

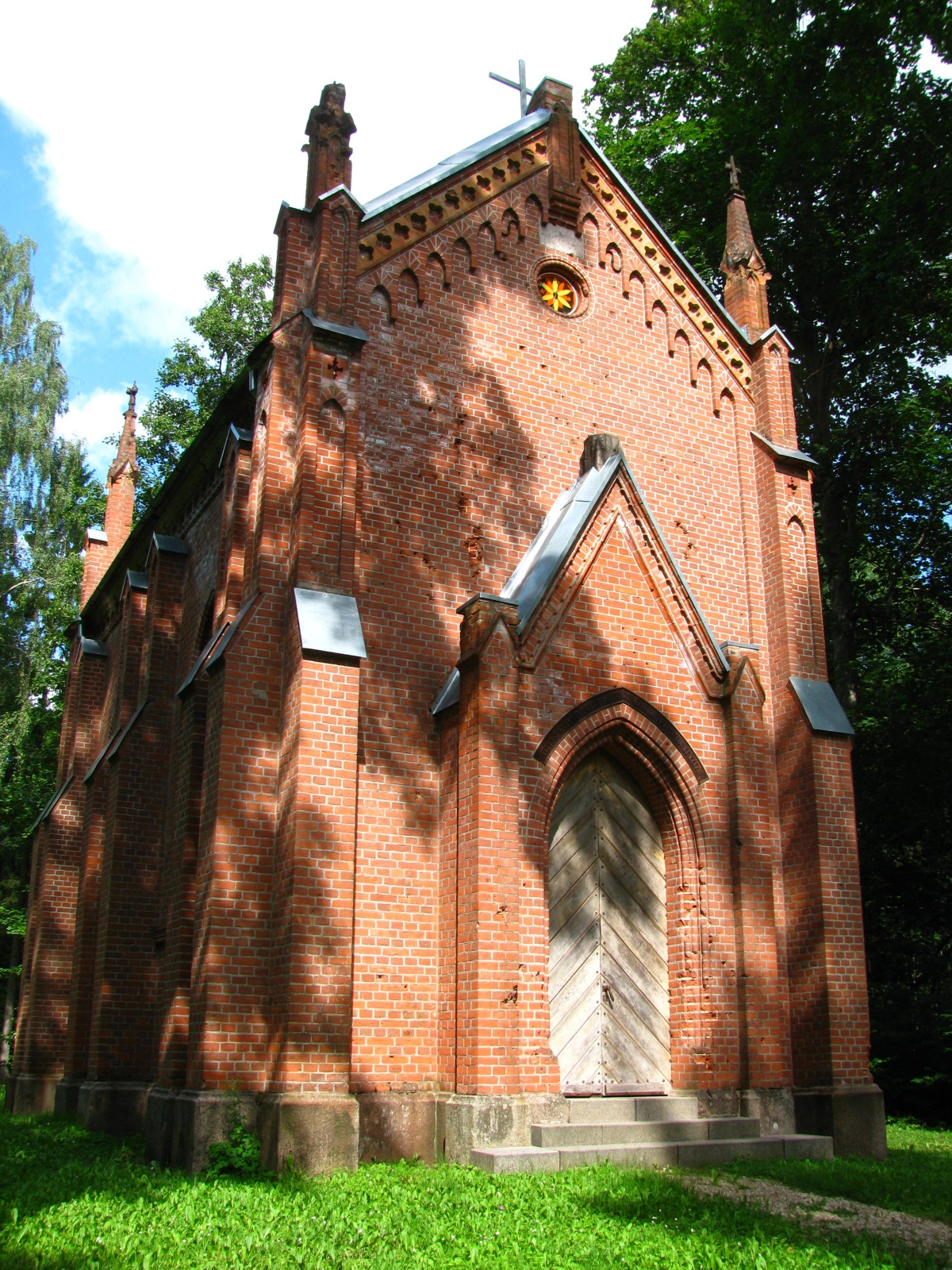
Grabkapelle

Von 1562 bis zur estnischen Landreform nach dem Ersten Weltkrieg gehörte das Gut Riidaja der deutschbaltischen Familie von Stryk.
1762 entstand das schlichte Herrenhaus aus Holz. Das einstöckige Gebäude wurde im Stil des Barock gestaltet. Von besonderem kunsthistorischen Interesse ist die barocke Haupttür des Herrenhauses, die heute noch erhalten ist. Heute ist in dem Herrenhaus die Bibliothek des Dorfes untergebracht. Erhalten sind auch einige Nebengebäude des Guts.
Hinter dem Herrenhaus erstreckt sich der heute noch fast sechs Hektar große Park des Guts. Er wurde ebenfalls in der zweiten Hälfte des 18. Jahrhunderts als barocker Garten angelegt, im 19. Jahrhundert allerdings zum Landschaftsgarten umgestaltet.
In Riidaja befindet sich auch die neugotische Grabkapelle der Adelsfamilie von Stryk. Sie stammt aus der zweiten Hälfte des 19. Jahrhunderts. Das Gebäude wurde 2000 restauriert. Seit 2001 dient die Kapelle als Kirche des Ortes.
Der estnischsprachige Name von Gut und Dorf, „Riidaja“, entstand nach dem deutschbaltischen Adelsgeschlecht Freytag von Loringhoven, an das das Gut von 1697 bis 1725 verpfändet war.

## Persönlichkeiten
- Karin Luts (1904–1993), estnisch-schwedische Malerin und Grafikerin